# Тангенциальное ускорение

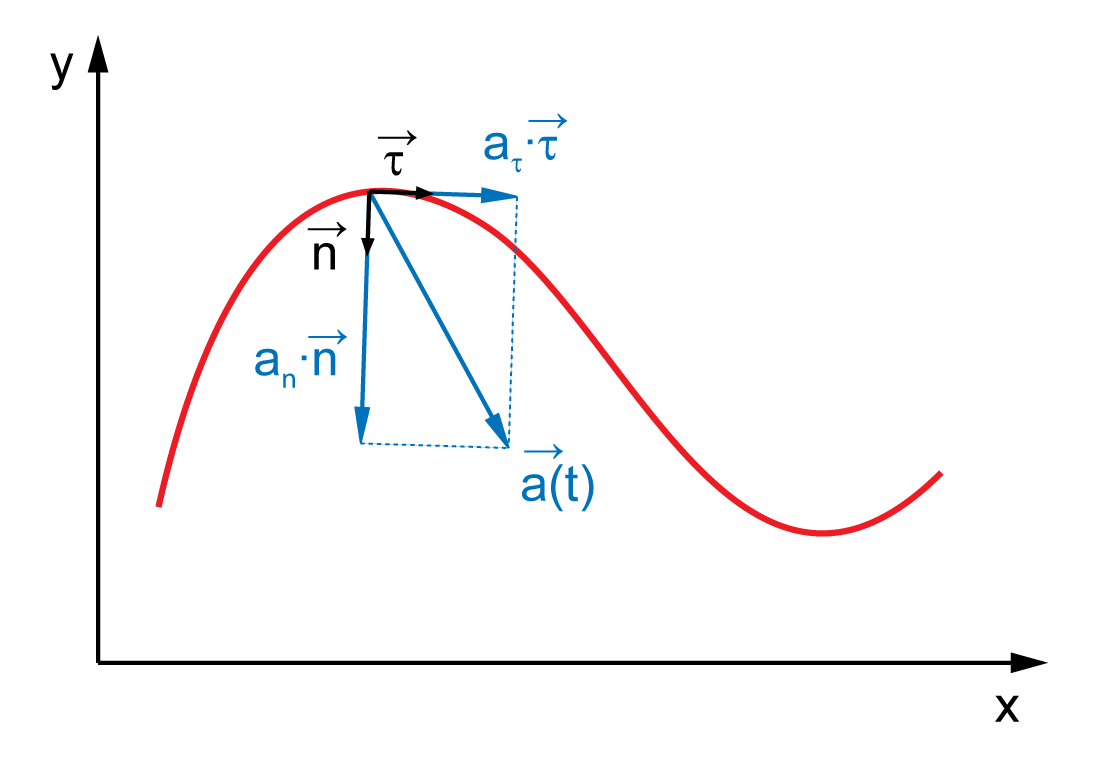
Разложение ускорения на тангенциальное и нормальное (— единичный касательный вектор)

Тангенциа́льное ускоре́ние — компонента ускорения, направленная по касательной к траектории движения. Характеризует изменение модуля скорости, в отличие от нормальной компоненты, характеризующей изменение направления скорости. 
Определяется как производная модуля скорости по времени, умноженная на единичный вектор {\displaystyle \tau } вдоль скорости. Обозначается символом, выбранным для ускорения, с добавлением индекса тангенциальной компоненты: {\displaystyle \mathbf {a} _{\tau }} или {\displaystyle \mathbf {a} _{t}}, {\displaystyle \mathbf {w} _{\tau }}, {\displaystyle \mathbf {u} _{\tau }}. Измеряется в м/с2 (в системе СИ). 
Величина {\displaystyle a_{\tau }} равна проекции полного ускорения {\displaystyle \mathbf {a} } на касательную в данной точке кривой, что соответствует коэффициенту разложения по сопутствующему базису. 

## Общая формула
Величину тангенциального ускорения как проекцию вектора ускорения на касательную к траектории можно выразить так:
{\displaystyle a_{\tau }={\frac {dv}{dt}}={\frac {d\vert {\vec {v}}\vert }{dt}}},
где {\displaystyle v\ =dl/dt} — путевая скорость вдоль траектории, совпадающая с абсолютной величиной мгновенной скорости в данный момент.
Если использовать для единичного касательного вектора обозначение {\displaystyle \mathbf {\tau } }, то можно записать тангенциальное ускорение в векторном виде:
{\displaystyle \mathbf {a} _{\tau }={\frac {dv}{dt}}\,\mathbf {\tau } }.
Тангенциальное ускорение {\displaystyle \mathbf {a} _{\tau }} параллельно вектору скорости {\displaystyle \mathbf {v} } при ускоренном движении (положительная производная) и антипараллельно при замедленном (отрицательная производная). 

## Происхождение формулы
Разложение полного ускорения на тангенциальную и нормальную компоненты осуществляется посредством дифференцирования по времени вектора скорости, представленного в виде {\displaystyle \mathbf {v} =v\,\mathbf {\tau } } через единичный вектор касательной {\displaystyle \mathbf {\tau } }:
{\displaystyle \mathbf {a} ={\frac {d\mathbf {v} }{dt}}={\frac {d(v\mathbf {\tau } )}{dt}}={\frac {dv}{dt}}\,\mathbf {\tau } +v{\frac {d\mathbf {\tau } }{dt}}={\frac {dv}{dt}}\,\mathbf {\tau } +{\frac {v^{2}}{R}}\mathbf {n} }.
Первое слагаемое — тангенциальное ускорение {\displaystyle \mathbf {a_{\tau }} }, а второе — нормальное ускорение {\displaystyle \mathbf {a_{n}} } ({\displaystyle R} и {\displaystyle \mathbf {n} } — радиус кривизны и единичный вектор нормали к траектории в рассматриваемой точке).

## Некоторые примеры
Пример 1
Скорость камня, сброшенного с высоты с начальной скоростью {\displaystyle v_{0}}, направленной горизонтально, до падения на землю будет изменяться как {\displaystyle {\vec {v}}=v_{0}\,{\vec {i}}-gt\,{\vec {j}}}, где {\displaystyle g} — ускорение свободного падения. Модуль скорости составит {\displaystyle v={\sqrt {v_{0}^{2}+g^{2}t^{2}}}}, а значит, тангенциальное ускорение по величине равняется {\displaystyle a_{\tau }=dv/dt=g^{2}t/{\sqrt {v_{0}^{2}+g^{2}t^{2}}}}. В начальный момент оно равно нулю, а при больших {\displaystyle t} стремится к {\displaystyle g}. Можно записать тангенциальное ускорение и как вектор:
{\displaystyle {\vec {a}}_{\tau }=a_{\tau }\,{\vec {\tau }}=a_{\tau }\cdot {\frac {\vec {v}}{v}}=a_{\tau }\cdot {\frac {v_{0}\,{\vec {i}}-gt\,{\vec {j}}}{\sqrt {v_{0}^{2}+g^{2}t^{2}}}}={\frac {v_{0}g^{2}t}{v_{0}^{2}+g^{2}t^{2}}}\,{\vec {i}}-{\frac {g^{3}t^{2}}{v_{0}^{2}+g^{2}t^{2}}}\,{\vec {j}}}.
В этих выражениях {\displaystyle {\vec {i}}}, {\displaystyle {\vec {j}}} — единичные векторы в декартовых координатах.
Пример 2
Пусть радиус-вектор тела зависит от времени по закону {\displaystyle {\vec {r}}=r_{0}\sin(\omega t){\vec {i}}+r_{0}\cos(\omega t){\vec {j}}}. 
В таком случае скорость тела найдётся как {\displaystyle {\vec {v}}=d{\vec {r}}/dt=r_{0}\omega \cos(\omega t){\vec {i}}-r_{0}\omega \sin(\omega t){\vec {j}}}. Соответственно, её модуль равен {\displaystyle v={\sqrt {r_{0}^{2}\omega ^{2}\cos ^{2}(\omega t)+r_{0}^{2}\omega ^{2}\sin ^{2}(\omega t)}}=r_{0}\omega } и является постоянной величиной. В результате получается, что тангенциальное ускорение — ноль:
{\displaystyle a_{\tau }={\frac {dv}{dt}}={\frac {d(r_{0}\omega )}{dt}}=0}.
Рассмотренная зависимость {\displaystyle {\vec {r}}(t)} описывает равномерное движение по окружности радиусом {\displaystyle r_{0}}.

## Равнопеременность
Движение тела с постоянным по величине тангенциальным ускорением называется равнопеременным. Слова «равнопеременное» ({\displaystyle a_{\tau }=\,}const) и «равноускоренное» ({\displaystyle {\vec {a}}=\,}const) не синонимичны. Взаимозаменяемыми данные термины становятся только применительно к прямолинейному движению. Тем не менее возможны определённые аналогии при рассмотрении обоих названных типов движения.